# Boy Kills World
Boy Kills World è un film del 2023 diretto da Moritz Mohr, al suo esordio alla regia.

## Trama
In una città immaginaria, devastata da una carestia, la gente vive nel terrore, in un futuro distopico. I Van der Koy governano con la repressione e la paura, esigendo periodicamente un tributo di civili dei bassifondi da usare in una rassegna di "pulizia", per celebrare il ristabilimento della pace nella città, dopo la guerra ai malviventi. Dopo che i van der Koy uccidono la sua famiglia e lo mutilano fino a renderlo sordomuto, Boy fugge nella foresta, dove viene addestrato da un mentore misterioso (detto Lo Sciamano) affinché possa vendicarsi. Boy trova conforto nelle visioni della sorellina Mina, che lo aiuta spesso nei momenti di difficoltà. Giunto in città, Boy riconosce i membri della famiglia che van der Koy: Gideon capo della milizia, Melanie che ha il potete delle comunicazioni TV, e infine la presidente Hilda, che continua a esigere tributi.
Boy pianifica la sua vendetta nel bunker di famiglia, aiutato da Benny e Basho, ma viene catturato dalle truppe di June 27, un'altra dei Van der Koy, sottoposta ad esperimenti che l'hanno resa mutante. Riesce tuttavia a fuggire e a cercare di raggiungere la sala grande del quartier generale di Hilda van der Koy, la quale lo riconosce e gli rivela la verità sul suo passato. Boy ha subito un lavaggio del cervello da parte dello Sciamano, il quale ha visto sterminata la sua famiglia da Hilda e aveva deciso di vendicarsi su Boy, suo figlio, addestrandolo. 
Ora che Boy sa la verità, con June 27 deve affrontare l'ira dello Sciamano.

## Produzione
Il 7 ottobre 2021 è stato annunciato che Bill Skarsgård, Samara Weaving e Yayan Ruhian avrebbero recitato in un film d'azione di Moritz Mohr e nei mesi seguenti Isaiah Mustafa, Andrew Koji, Michelle Dockery, Famke Janssen, Brett Gelman e Sharlto Copley si sono uniti al cast, mentre Jessica Rothe ha rimpiazzato Weaving.

## Promozione
Il primo trailer del film è stato diffuso il 22 febbraio 2024.

## Distribuzione
Il film è stato presentato in anteprima mondiale il 9 settembre 2023 al Toronto International Film Festival. La distribuzione del film nelle sale statunitensi è avvenuta il 26 aprile 2024. In Italia, Plaion Pictures ha distribuito il film direttamente in streaming su Prime Video il 27 maggio 2024.

## Accoglienza

### Incassi
Il film ha incassato poco più di 3,2 milioni di dollari.

### Critica
L'aggregatore di recensioni Rotten Tomatoes riporta il 58% di recensioni positive, con un punteggio medio di 5.6/10 basato sul parere di 166 critici; su Metacritic il voto medio di 27 critici è 47/100.